# Palmerston (Cookinseln)
Palmerston (Cook Islands Maori: Pamati) ist ein Atoll im Pazifischen Ozean. Es liegt in der südlichen Gruppe der Cookinseln etwa 500 Kilometer nordwestlich der Hauptinsel Rarotonga, wird aber zu statistischen Zwecken der nördlichen Inselgruppe zugerechnet.

## Geographie
Palmerston ist das nordwestlichste und entlegenste Atoll der südlichen Gruppe der Cookinseln. Es besteht aus über 30 Inseln (Motus), die auf einem etwa 15 km² großen Saumriff aufliegen. Das Atoll weist eine Nord-Süd-Ausdehnung von 10 km sowie eine West-Ost-Ausdehnung von 7 Kilometern auf. Die größten Inseln sind Palmerston Island, North Island und Leicester Island, die gesamte Landfläche aller Inseln beträgt 2,1 km². Zahlreiche Passagen zwischen den Motus erlauben das Einfahren in die Lagune. Die Inseln sind dicht mit Kokospalmen und Schraubenbäumen (Pandanus) bewachsen, es gibt jedoch keine natürlichen Süßwasserquellen.

## Geschichte

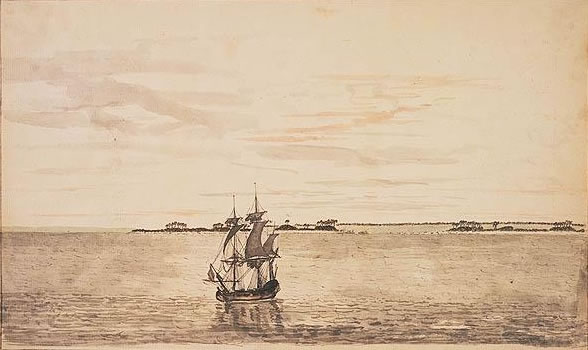
James Cook erreicht Palmerston

Das Atoll wurde am 16. Juni 1774 von James Cook auf dessen zweiter Südseereise entdeckt und von ihm nach Admiral Henry Temple, 2. Viscount Palmerston benannt. James Cook landete jedoch erst während seiner dritten Südseereise am 13. April 1777 auf Palmerston.
In der Frühzeit europäischer Kontakte kam die Insel in den Besitz des britischen Kaufmanns John Brander. Anfang der 1860er Jahre entsandte Brander, der auf Tahiti lebte, den Schiffszimmermann William Marsters nach Palmerston, um dort Kokosöl zu produzieren. 1863 landete Marsters von Manuae kommend in Begleitung von drei polynesischen Frauen auf der Insel. In späteren Jahren ernannte ihn Branders zum Verwalter.
1954 wurde die Insel offiziell der Familie Marsters als volles Eigentum übergeben. Noch heute wird das Atoll von den Nachkommen in einem kleinen Dorf auf Palmerston Island bewohnt, die Einwohnerzahl wird mit 25 angegeben (Stand: 2021). Die meisten Nachkommen Marsters’ leben heute auf Rarotonga, den anderen Cookinseln und in Neuseeland.
In den 1920er- und 1930er-Jahren wurde Palmerston mehrfach von tropischen Wirbelstürmen erfasst, welche jeweils einen großen Teil der Kopra-Ernte vernichteten.

## Tourismus
In der Hurrikan-freien Zeit, etwa von April bis November, ist Palmerston sehr beliebt als Ankerplatz für Yachten. Von Zeit zu Zeit wird das Atoll von Kreuzfahrtschiffen angelaufen, die ihre Passagiere mit motorgetriebenen Schlauchbooten in die Lagune bringen.

## Wirtschaft
Die Einwohner von Palmerston leben vom Verkauf von Papageifischen, die sie vor Ort filetieren und einfrieren und dann überwiegend nach Rarotonga verkaufen.